# 明镜事件

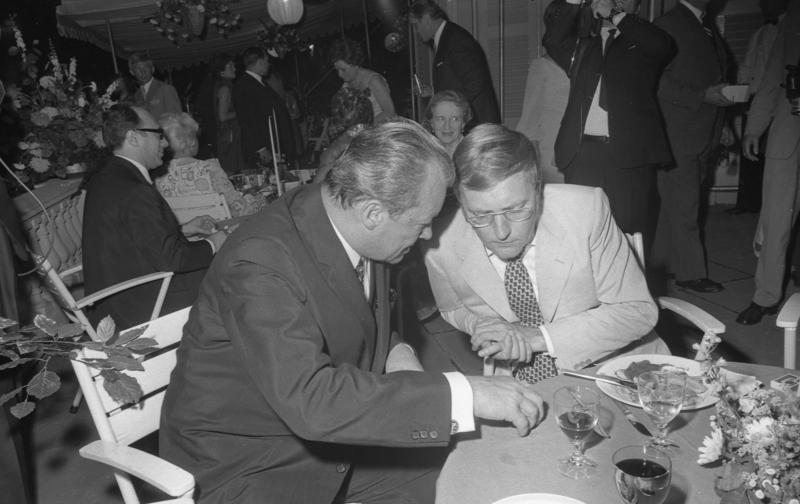
事件的两名核心人物鲁道夫·奥格斯坦（右）和维利·勃兰特（左）。这张照片是事件后的1970年拍摄的

明镜事件（德語：Spiegel-Affäre），又称明镜周刊事件，是发生于1962年西德的一起政治丑闻，是战后德国有史以来最大的丑闻之一。该事件是自德国纳粹政权以后，政府官员第一次对新闻自由进行打压的行径。该事件不仅是一桩涉及政治与媒体关系，同时也是在冷战阴影下的一大丑闻。
事件中德国的《明镜周刊》对德国国防部进行报道，批评其应对苏联的军事威胁准备不足。为此，时任德国国防部长弗朗茨·约瑟夫·施特劳斯以叛国罪动用司法力量对多名明镜记者编辑实施抓捕，并通过私人关系联络德国驻西班牙外交官将明镜周刊创始人和总编鲁道夫·奥格斯坦从西班牙跨国抓捕回国，引发西德民主危机。随后，西德境内各界人士发动抗议，报界人士超越政见不同联合表达抗议，逼迫阿登纳改组内阁，施特劳斯下台，使得战后德国的民主制度经受住了首次重大考验。
“明镜事件”让德国人尤其是西德人铭记于心，它是西德历史上的一个根本转折点，民众进行了第一次大规模游行示威与抗议，它改变了战后德国的政治文化——顺从的公民温顺地听从上级命令的传统完全被打破，是西德从一个从旧的威权主义国家到现代民主国家的转折点。

## 电影改编
“明镜事件”后来在德国被改编成电视电影"Die Spiegelaffäre: Das Duell"，于2014年5月在Arte和ARD电视台播出。该片被《明镜周刊》创办人鲁道夫·奥格斯坦（Rudolf Karl Augstein）的女儿弗朗西斯卡·奥格斯坦（Franziska Augstein）批评为含有许多不合史实之处，尤其是该片不适当地过于关注施特劳斯和她父亲之间的个人冲突，而忽略了社会上实际的政治和司法冲突。